# Reinhold Pommer
Reinhold Pommer (6 de janeiro de 1935 — 26 de março de 2014) foi um ciclista de estrada alemão que competiu no ciclismo nos Jogos Olímpicos de Verão de 1956, pela equipe Alemã Unida, ganhando a medalha de bronze na prova de estrada contrarrelógio por equipes.